# Meri Rodríguez
Meritxell Rodríguez Gavilaní, más conocida como Meri Rodríguez o simplemente Meri (Madrid, España, 14 de noviembre de 1987) es una actriz española. Es conocida por sus actuaciones episódicas en Aída, Águila Roja, etc. También realizó el papel de María en Marco, la historia de un niño de la cadena privada Antena 3. También participó en la película The Pelayos, junto a actores como Daniel Brühl, Miguel Ángel "El Duque" Silvestre, Marina Salas y Blanca Suárez.

## Filmografía

### Series y películas
| Año       | Título                        | Película/Serie | Papel                      |
| --------- | ----------------------------- | -------------- | -------------------------- |
| 2013      | Xperiencia Paranormal 2       | Película       | (papel secundario)         |
| 2012      | La voz dormida                | Película       | Jessica (papel secundario) |
| 2012      | The Pelayos                   | Película       | mujer (papel secundario)   |
| 2011-2012 | Marco, la historia de un niño | Miniserie      | María (papel secundario)   |
| 2010      | Punta Escarlata               | Serie de tv    | Tamara (episódica)         |
| 2010      | Aída                          | Serie de tv    | Clara (episódica)          |
| 2009      | Águila roja                   | Serie de tv    | Dolin (episódica)          |
| 2007      | Los Serrano                   | Serie de tv    | Júlia (episódica)          |